# Walter Mantegazza
Wálter Daniel Mantegazza González (Montevidéu, 17 de junho de 1952 - 20 de junho de 2006) foi um futebolista uruguaio que atuava como meia.

## Carreira
Walter Mantegazza fez parte do elenco da Seleção Uruguaia de Futebol, na Copa do Mundo de  1974. 